# Samtse (plaats)
Samtse is een plaats in Bhutan en is de hoofdplaats van het district Samtse.
In 2005 telde Samtse 4981 inwoners.